# Saint-Amand-en-Puisaye
Saint-Amand-en-Puisaye è un comune francese di 1 323 abitanti situato nel dipartimento della Nièvre nella regione della Borgogna-Franca Contea. Il comune, nel XVII secolo, fu signoria della famiglia Mancini.

## Società

### Evoluzione demografica
Abitanti censiti